# Press TV

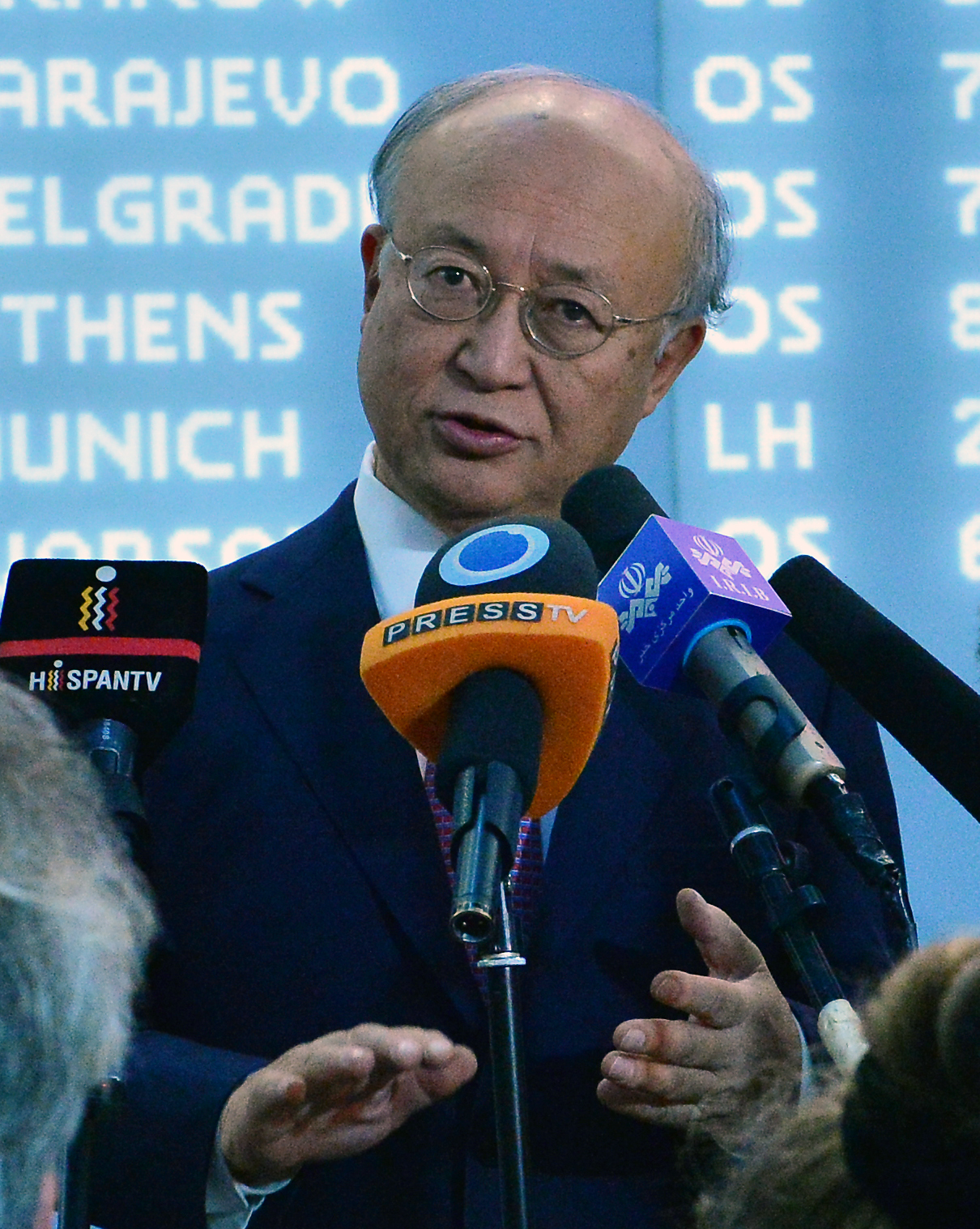
Yukiya Amano ante la prensa iraní. Se destacan los micrófonos de Press TV e HispanTV.

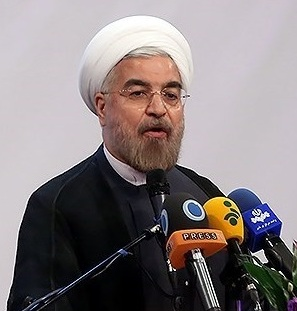
Hasán Rouhaní ante la prensa.

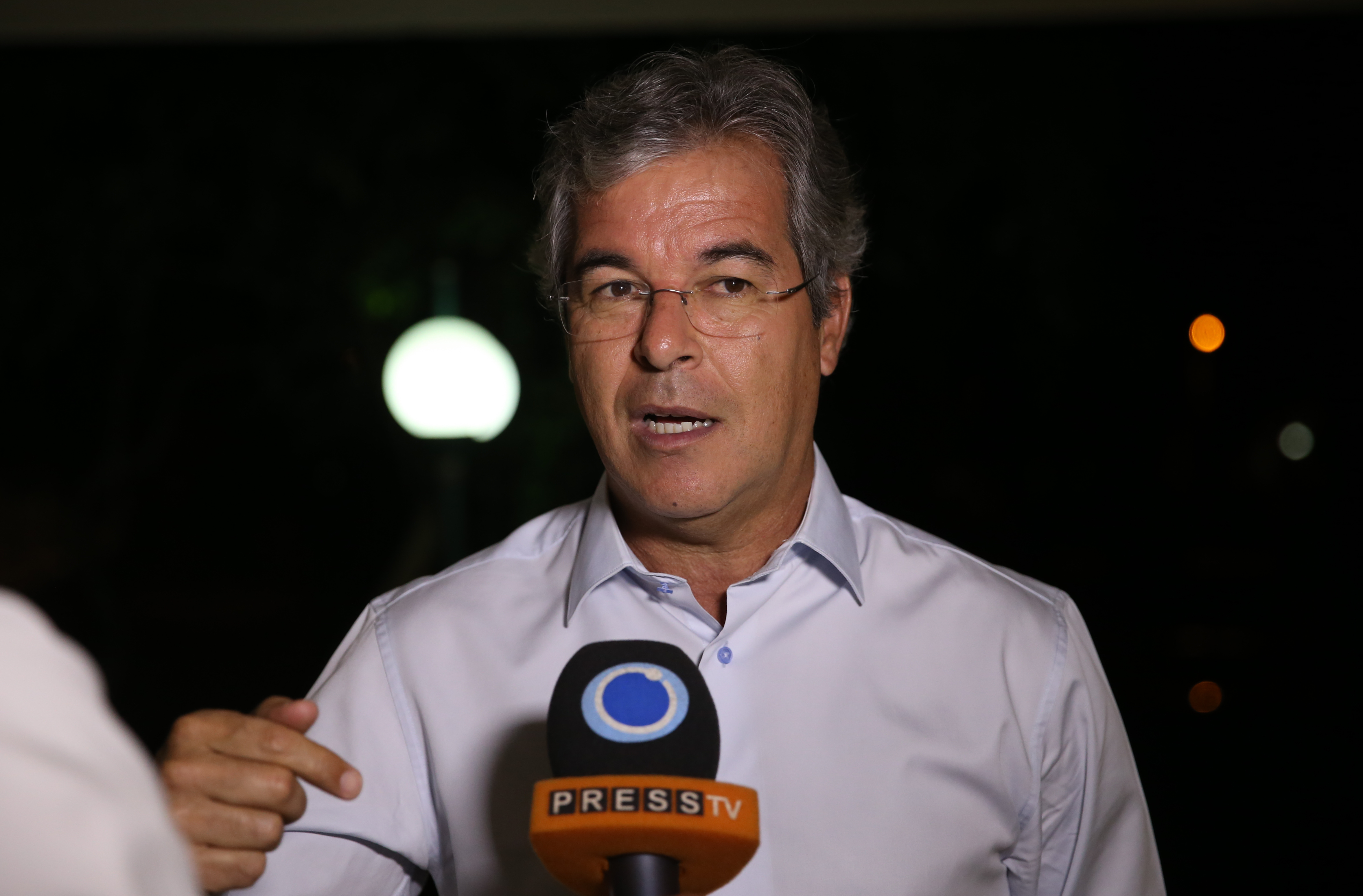
Jorge Viana entrevistado por Press TV.

Press TV es un canal de televisión por suscripción de noticias internacional en inglés que es financiado por el Gobierno de Irán, con estudios centrales en Teherán. El canal cuenta con 26 corresponsales internacionales y emplea más de 500 personas alrededor del mundo.

## Historia
El sitio web del canal fue lanzado a finales de enero de 2007. Las primeras pruebas satélite fueron realizadas a finales de abril de 2007. La fecha de lanzamiento del canal fue el 3 de julio de 2007. El 18 de marzo de 2009, Press TV lanzó un nuevo sitio web con una nueva inferfaz gráfica. El nuevo sitio web estuvo disponible en una dirección alternativa (www.presstv.ir/new) hasta el 31 de marzo de 2009, cuando el sitio web anterior fue completamente sustituido. El 5 de abril, Press TV puso a disposición de sus usuarios su sitio web en dos versiones - una "clásica", con menos gráficos y la versión regular.

## Visión
La dirección de Press TV han manifestado desde los inicios del canal su intención de cubrir las noticias de manera distinta a los medios anglófonos tradicionales, tales como BBC World News y CNN International. Los encargados del canal a su vez sostienen que la línea editorial del canal no está sujeta a intereses comerciales o gubernamentales, ni sufre presiones internas que desvíen su independencia editorial. Press TV compite en un entorno muy reñido de estaciones de noticias vía satélite contra los canales Al Jazeera English, France 24 y Russia Today, los cuales ya estaban establecidos un tiempo antes de su lanzamiento.
Press TV tiene la misión, según sus encargados, de "romper la influencia de los medios de comunicación occidentales preponderantes, para salvar las divisiones culturales de manera pragmática y para destacar la versatilidad y la vitalidad de las diferencias políticas y culturales que conforman la condición humana".
Según los que manejan las políticas informativas del canal, tras los ataques del 11 de septiembre de 2001 en Estados Unidos, los medios de comunicación mundiales se han dividido en dos grandes facciones: los medios occidentales y los pan-árabes; de los cuales ambos, tienen una cobertura muy limitada o imparcial de los acontecimientos mundiales. 
Press TV tiene como misión brindar una mirada alternativa e independiente a las noticias emitidas por la BBC, CNN o Al Jazeera, particularmente en relación con las noticias de Oriente Medio.
Press TV ofrece avances noticiarios cada media hora, diversos programas de análisis y opinión, algunos de ellos en vivo, así como documentales.

## Financiación e independencia
Press TV está financiado en su totalidad por el Gobierno de Irán. De acuerdo con Shahab Mossavat, anterior director de comunicaciones de Press TV, el canal tendría una línea editorial "completamente independiente" del gobierno.
En una entrevista con la National Public Radio, Mossavat señaló que Press TV sería un medio sufragado por el Estado pero no bajo el control del estado.
El presupuesto anual del canal es de unos 27 millones de dólares.

## Críticas y controversias
El periódico israelí The Jerusalem Post, reproducido por el sitio oficial de la Christian Broadcasting Network, ha criticado a Press TV por publicar, en su sitio web, un artículo del historiador y científico británico Nicholas Kollerstrom, quien fue descrito por algunos como un negacionista del Holocausto judío. El periódico inglés The Guardian también difundió una noticia en la que se señalaba que "el sitio web de Press TV, en una ocasión, publicó un artículo en el que se afirmaba que el Holocausto es 'científicamente imposible.'"
El semanario canadiense de línea conservadora Maclean's alega que Press TV publica, en ocasiones, "errores intencionales", citando una historia en el sitio web de Press TV en la que se señala, basado en fuentes "nunca nombradas", que el gobierno del Líbano trata de convertir el campo de refugiados palestinos Nahr al-Bared en una base militar norteamericana. McLean's, sin embargo señala que "la mayoría de las informaciones de Press TV están basadas en hechos verídicos".
Nick Ferrari, un prominente periodista británico, renunció a moderar un programa en Press TV el 30 de junio de 2009, tras conocer la manera en que el gobierno iraní manejó la crisis suscitada tras las elecciones presidenciales de ese año. Ferrari comentó en el diario The Times que la cobertura noticiosa de Press TV había sido "razonablemente balanceada" hasta las elecciones"
Los usuarios del sitio web de Press TV han acusado reiteradamente a los administradores del mismo de remover o editar comentarios que puedan interferir con la agenda política del gobierno iraní. La página no dispone de una política de administración de los comentarios de sus usuarios, y la dirección de correo electrónico que se brinda en la página para contactar con el canal no está operativa.
El 9 de julio de 2009, Press TV reportó que su licencia de operación en Jordania le fue revocada, prohibiendo por tanto la operación de la corresponsalía en ese país. El gobierno jordano, según Press TV, no dio las razones para dicha revocación.
El 22 de junio de 2021, el FBI, el Departamento de Justicia (DOJ) y la Oficina de Industria y Seguridad (BIS) del Departamento de Comercio (DOC) del Gobierno de los Estados Unidos, confiscoó y censuró a Press TV y otras 35 páginas webs de noticias de medios estatales de Irán, de la corporación de Radiodifusión de la República Islámica de Irán (IRIB) que tenían oficinas en los Estados Unidos y dominios .com, esta medida se amparo en las sanciones antinucleares que pesan sobre Irán, supuestamente por “distribuir desinformación” y “operar sin licencia” en los Estados Unidos; La medida coincidió con las negociaciones nucleares con Irán y la reducción de los sistemas antimisiles estadounidenses en Oriente Próximo. El Gobierno iraní acusó a Washington DC de censura y de coaccionar la libertad de prensa. 

## Competidores
| - Al Jazeera English - Russia Today - Channel NewsAsia - CCTV-9 - Sky News - TVN24 - France 24 | - CNBC - CCTV-4 - Deutsche Welle - EuroNews - Nile TV - Fox News Channel |